# Heinrich Bergmeier
Heinrich Bergmeier, auch Berkmeyer (* vor 1483 in Hamburg; † 2. Oktober 1524 in Lübeck) war ein deutscher Geistlicher und als Heinrich III. von 1511 bis zu seinem Tod 1524 Bischof von Ratzeburg.

## Leben
Heinrich Bergmeier stammte aus einfachen bürgerlichen Verhältnissen und war der Sohn eines Bierhändlers und Schankwirts. Schon als Junge trat er als Stubenheizer in die Dienste des Johann IV. von Sachsen-Lauenburg. Der Herzog ermöglichte ihm ein Studium in Rostock, das er 1483 aufnahm. Anschließend wurde er herzoglicher Kammerschreiber, bald darauf leitender Beamter in der Herzoglichen Kanzlei in Lauenburg, dann Sekretär und schließlich Kanzler. 1504 erhielt er eine Domherrenstelle im Ratzeburger Domkapitel.
1511 wählte ihn das Domkapitel als Nachfolger von Johannes von Parkentin; am 28. Juni 1511 wurde er zum Bischof geweiht. Dies war die erste Bischofswahl nach der Umwandlung des Domstifts von einem Prämonstratenserstift in ein reguläres Domkapitel im Jahr 1504.
Bischof Heinrichs Amtszeit war geprägt von den Übergriffen des Nachfolgers von Johann IV., Herzog Magnus I. von Sachsen-Lauenburg. Die Streitigkeiten begannen damit, dass der Herzog in aggressiver Weise seine von ihm beanspruchten Rechte des Einlagers (auch Ablager) in den Ortschaften des Hochstifts durchsetzte, wonach der Streit auch als Ablagerstreit bekannt wurde. Sie steigerten sich zu solcher Erbitterung, dass Magnus vom Bischof mit dem Kirchenbann und sein Land mit dem Interdikt belegt wurde. Ein im Jahr 1519 vom Lübecker Bischof Johannes VIII. Grimholt und den Herzögen von Mecklenburg vermittelter Vergleich war nicht von Dauer.
Heinrich hatte kaiserlichen Schutz angerufen, musste aber mit dem Kapitel jahrelang als Flüchtling in Bremen und Celle leben. Er starb im Exil in der Bischofsherberge in Lübeck und wurde in St. Laurentius (Schönberg) begraben.